# Kocioł kurlandzki

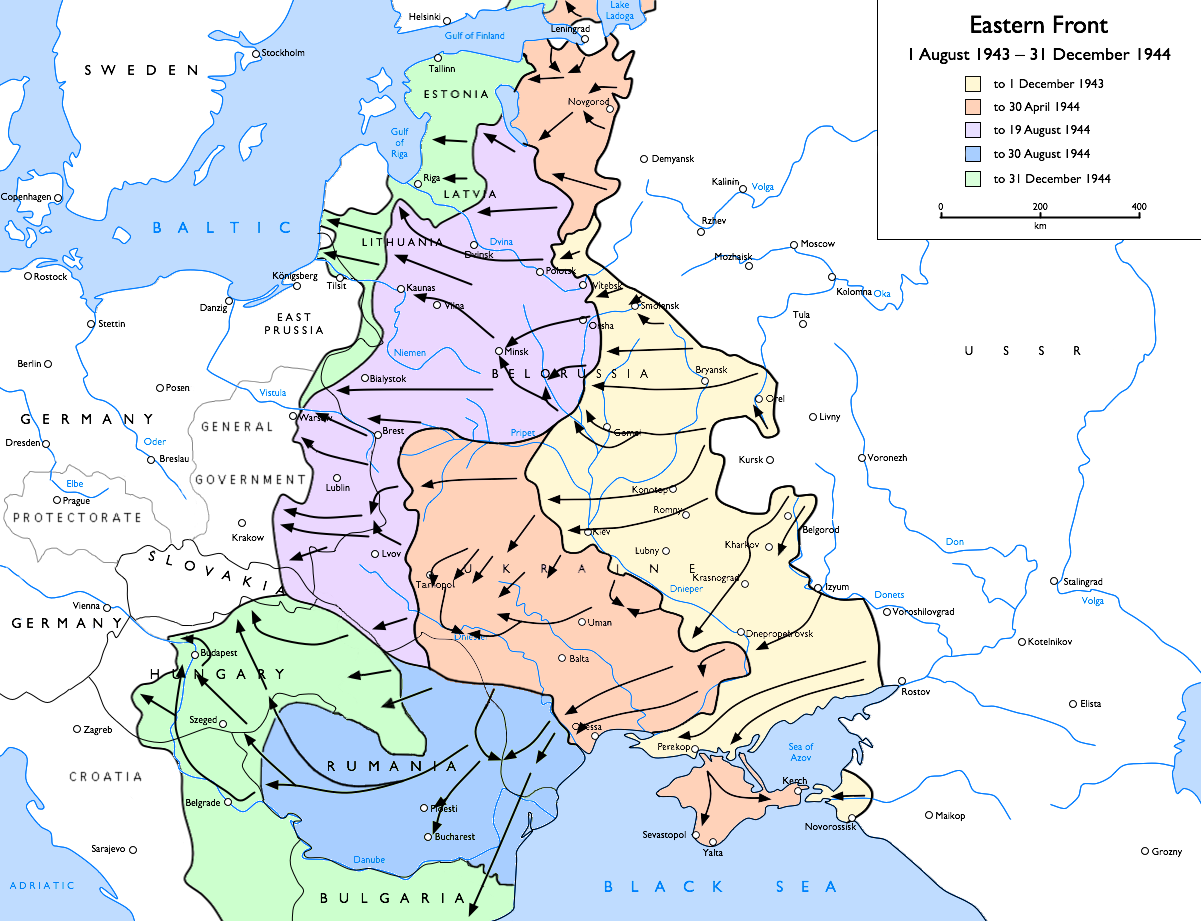
Sytuacja na froncie wschodnim od 1 września 1943 do 31 grudnia 1944 roku

Kocioł kurlandzki (łot. Kurzemes cietoksnis, niem. Kurland-Kessel, ros. Курляндский котёл) – obszar na Półwyspie Kurlandzkim (dzisiejsza Łotwa), na którym w czasie II wojny światowej grupa wojsk niemieckich została odcięta od reszty swoich sił i była blokowana przez Armię Czerwoną od października 1944 do maja 1945 roku.
Kocioł powstał podczas bałtyckiej operacji ofensywnej, kiedy siły radzieckiego 1 Frontu Bałtyckiego dotarły do wybrzeża Bałtyku w pobliżu miasta Memel (obecnie Kłajpeda). Ten manewr odizolował niemiecką Grupę Armii Północ od reszty sił niemieckich przez atakujące od południa siły Armii Czerwonej, rozciągnięte pomiędzy Tukums i Lipawą na Łotwie, z Morzem Bałtyckim zamykającym ich front na zachodzie, Cieśniną Irbe na północy i Zatoką Ryską na wschodzie. Grupa Armii Północ, przemianowana na Grupę Armii Kurlandia 25 stycznia, pozostała odizolowana do końca wojny. W momencie zakończenia działań wojennych nie miała ona już żadnej łączności z Berlinem i otrzymała oficjalny rozkaz złożenia broni dopiero 10 maja, dwa dni po kapitulacji Niemiec. Była to ostatnia grupa niemieckich wojsk na terytorium uznawanym przez ZSRR za swoje (patrz: okupacja krajów bałtyckich) i jedna z ostatnich, które poddały się aliantom po zakończeniu II wojny światowej w Europie.

## Tło sytuacyjne
Kurlandia, wraz z resztą wschodniego wybrzeża Bałtyku i położonymi przy nim wyspami, została w 1941 roku zajęta przez Grupę Armii Północ. Ta niemiecka grupa armii przez następne dwa lata bezskutecznie próbowała zdobyć Leningrad. W styczniu 1944 roku Armia Czerwona w operacji leningradzko-nowogrodzkiej zniosła oblężenie Leningradu i odepchnęła wojska niemieckie w stronę krajów bałtyckich.
22 czerwca 1944 roku Armia Czerwona rozpoczęła białoruską ofensywę strategiczną o kryptonimie operacja Bagration. Celem tej ofensywy było uwolnienie Białoruskiej SRR od okupacji niemieckiej. Operacja Bagration odniosła ogromny sukces, doprowadzając do prawie całkowitego zniszczenia Grupy Armii Środek i zakończyła się 29 sierpnia. W swoich końcowych etapach (natarcie na Kowno i Szawle) operacja doprowadziła siły radzieckie głębokim uderzeniem aż do wybrzeża Bałtyku, przerywając komunikację pomiędzy Grupą Armii Północ a resztkami Grupy Armii Środek.
Po zakończeniu operacji Bagration wojska radzieckie kontynuowały oczyszczanie wybrzeża Bałtyku, pomimo niemieckich prób przywrócenia dawnej linii frontu w operacji Doppelkopf.

## Utworzenie kotła
Terytorium kontrolowane przez aliantów
     Obszary toczących się walk
     Terytorium kontrolowane przez Niemców.

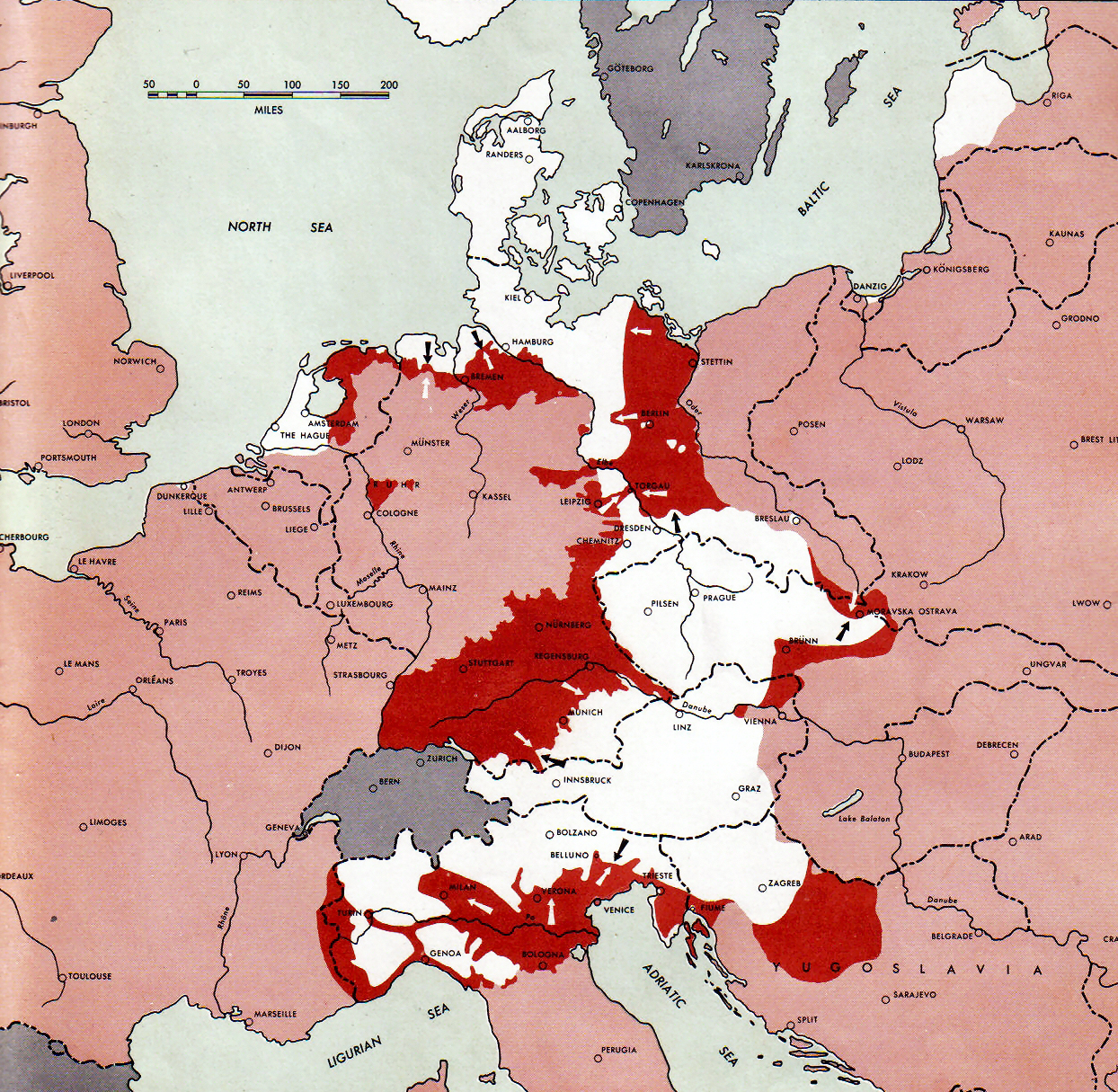
Linia frontu 1 maja 1945 roku:
Terytorium kontrolowane przez aliantów
Obszary toczących się walk
Terytorium kontrolowane przez Niemców. W prawym górnym rogu mapy widać kocioł kurlandzki, odcięty od głównej strefy walki w Europie Środkowej

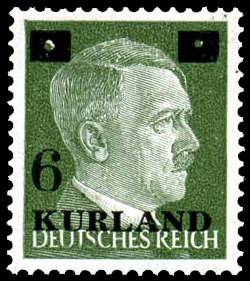
Znaczek pocztowy używany przez niemiecką pocztę polową w kotle kurlandzkim (1945)

9 października 1944 roku wojska radzieckie dotarły do Morza Bałtyckiego w pobliżu Memelu po rozbiciu kwatery głównej 3 Armii Pancernej. W rezultacie trzydzieści trzy dywizje Grupy Armii Północ, dowodzone przez feldmarszałka Ferdinanda Schörnera, zostały odcięte od Prus Wschodnich i rozciągnięte wzdłuż frontu sięgającego od Rygi do Lipawy .
Doradcy wojskowi Adolfa Hitlera – zwłaszcza Heinz Guderian, szef niemieckiego sztabu generalnego – wzywali do ewakuacji wojsk z Kurlandii drogą morską i wykorzystania ich w celu ustabilizowania frontu w Europie Środkowej. Hitler jednak odmówił i nakazał siłom niemieckim w Kurlandii oraz na estońskich wyspach Hiuma i Sarema pozostać na pozycjach, uważając je za niezbędne do ochrony niemieckich baz okrętów podwodnych wzdłuż wybrzeża Bałtyku. Hitler wciąż wierzył, że wojnę można wygrać i miał nadzieję, że nowa technologia U-Bootów typu XXI może przynieść Niemcom zwycięstwo w bitwie o Atlantyk, doprowadzając w efekcie do wyparcia aliantów z Europy Zachodniej. Pozwoliłoby to siłom niemieckim skoncentrować się wyłącznie na froncie wschodnim, wykorzystując kocioł kurlandzki jako bazę wypadową do nowej ofensywy. Odmowa Hitlera wobec ewakuacji Grupy Armii Północ spowodowała okopanie się ponad 200 000 niemieckich żołnierzy, w większości z 16 i 18 Armii, na pozycjach, które zostały przez Niemców nazwane „przyczółkiem kurlandzkim”.

## Radzieckie próby likwidacji kotła
Sowieci podjęli łącznie sześć prób likwidacji kotła kurlandzkiego. Pierwsza zaczęła się zaraz po zdobyciu Rygi przez 3 Front Bałtycki (co nastąpiło 13 października 1944 roku) i była próbą całkowitego pokonania Grupy Armii Północ z marszu. 15 października o godzinie 10:00 Sowieci rozpoczęli uderzenie po przeprowadzeniu ciężkiego ostrzału artyleryjskiego. Jednakże wycofywanie wojsk z regionu Rygi trwało za pozwoleniem Hitlera już od 11 października, co pozwoliło Niemcom zachować znaczne siły nienaruszone na potrzeby późniejszych walk. W czasie pierwszej próby zdobycia Kurlandii sukces odniosła jedynie radziecka 1 Armia Uderzeniowa, nacierająca wzdłuż wybrzeża Zatoki Ryskiej, która sforsowała rzekę Lelupa i zdobyła miasto Ķemeri (obecnie dzielnica Jurmały). Pozostałe armie zostały zatrzymane już na pierwszej linii obrony z powodu bardzo silnego niemieckiego oporu.
Pomiędzy 27 października a 25 listopada Armia Czerwona przeprowadziła drugą ofensywę, próbując przedrzeć się przez front w kierunku Skrundy i Saldus, rozpoczynając jednoczesny atak w wykonaniu 52 dywizji ze składu 1 i 2 Frontu Bałtyckiego. Sowieci zaatakowali również na południowy wschód od Lipawy, próbując przejąć ważny port morski w tym mieście. Pomimo zaangażowania tak wielkich sił, natarcie nie przyniosło praktycznie żadnych efektów, a zapasy strony radzieckiej po zakończeniu walk były na wyczerpaniu.
Trzecia próba likwidacji kotła rozpoczęła się 21 grudnia od radzieckiego ataku na Niemców w pobliżu Saldus. 2 Front Bałtycki na północy i 1 Front Bałtycki na południu rozpoczęły blokadę, przyspieszając niemiecką obronę obwodu kurlandzkiego podczas sowieckich prób jego zmniejszenia. W tej bitwie, działając w ramach 22 Armii 2 Frontu Bałtyckiego, radziecka łotewskojęzyczna 43 Gwardyjska Dywizja Strzelecka zmierzyła się w bratobójczej walce z łotewską 19 Dywizją Grenadierów SS. Bitwa zakończyła się 31 grudnia, a front został ustabilizowany.
15 stycznia 1945 roku Grupę Armii Północ przemianowano na Grupę Armii Kurlandia pod dowództwem gen. Lothara Rendulica. W połowie stycznia Heinz Guderian otrzymał zgodę Hitlera na wycofanie 7 dywizji z Kurlandii, jednak Hitler odmówił rozważenia całkowitej ewakuacji półwyspu. 4 Dywizja Pancerna, 31, 32, 93 Dywizja Piechoty, 11 Ochotnicza Dywizja Grenadierów Pancernych SS „Nordland” oraz resztki wyczerpanych walkami 227, 218 i 389 Dywizji Piechoty, a także łotewska 15 Dywizja Grenadierów SS, zostały ewakuowane drogą morską w ramach operacji Hannibal. 23 stycznia Armia Czerwona rozpoczęła czwartą ofensywę w Kurlandii, próbując przedrzeć się przez słabiej obsadzony front w kierunku Lipawy i Saldus. Celem taktycznym było przecięcie linii kolejowych Priekule–Jełgawa i Jełgawa–Lipawa umożliwiających wojskom niemieckim na półwyspie sprawną komunikację. Z powodu silnego oporu cel ten nie został osiągnięty, a po tygodniu bezskutecznych prób ofensywa została wstrzymana.
Piąta bitwa o Kurlandię rozpoczęła się 20 lutego atakiem radzieckim na Niemców w kierunku Priekule. Podstawowym celem było uchwycenie przyczółka na rzece Bartuva i zdobycie miasta. Na dalszych etapach operacja miała się rozwijać w celu zdobycia Lipawy. Drugiego dnia ofensywy udało się zdobyć Priekule, ale dalszy postęp wojsk radzieckich został powstrzymany przez dobrze okopane niemieckie czołgi, którym jedynie wieżyczki wystawały ponad poziom gruntu, przez co zniszczyć mogło je tylko bombardowanie z powietrza lub precyzyjny ostrzał ciężkiej artylerii, do której brakowało pocisków. 28 lutego ofensywę przerwano.
Ostatnia i szósta próba likwidacji kotła miała miejsce od 17 marca do 28 marca. Siły radzieckie uderzyły na południe od miasta Saldus i pomimo początkowych sukcesów niektórych dywizji, musiały się następnie cofnąć na pozycje wyjściowe, gdyż wskutek niepowodzenia innych jednostek i odsłonięcia flanek, zostały zagrożone okrążeniem. Trzy radzieckie dywizje zostały otoczone i dopiero po kilku dniach przebiły się do reszty swoich wojsk. Po porażce szóstej ofensywy kurlandzkiej Armia Czerwona nie podejmowała już próby pokonania wroga na półwyspie aż do kapitulacji III Rzeszy.

## Kapitulacja

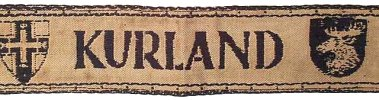
Naszywka mundurowa 563 Dywizji Grenadierów Ludowych, która walczyła w kotle kurlandzkim

8 maja prezydent III Rzeszy adm. Karl Dönitz nakazał gen. Carlowi Hilpertowi – ostatniemu dowódcy Grupy Armii Kurlandia – poddać się. Rozkaz jednak nie dotarł z powodu całkowitego odcięcia komunikacyjnego wojsk niemieckich w Kurlandii z naczelnym dowództwem. 9 maja z półwyspu odpłynął do neutralnej Szwecji transport 20 000 żołnierzy. Dopiero 10 maja, gdy Hilpert dowiedział się o kapitulacji III Rzeszy, poddał się ze swoim sztabem i 70 000 żołnierzy marsz. Leonidowi Goworowowi, dowódcy Frontu Leningradzkiego. W tym czasie Grupa Armii Kurlandia nadal składała się z wyczerpanych 27 dywizji i jednej samodzielnej brygady.
Do 12 maja około 135 000 żołnierzy niemieckich poddało się na obszarze kotła kurlandzkiego. Jednakże odosobnione grupy żołnierzy nadal stawiały opór, a nawet próbowały się przedrzeć do Prus Wschodnich, np. 300-osobowa grupa esesmanów z Walter Krügerem na czele, która została rozbita przez czerwonoarmistów 22 maja, a Krüger popełnił samobójstwo.